# Liste des villes d'Israël
La liste des villes d'Israël concerne les localités israéliennes ayant le statut de « ville », aux côtés des « conseils régionaux » (53) et des « conseils locaux ».

## Liste des villes d'Israël
Les villes sont classées par ordre alphabétique, avec le nom français (Jérusalem) ou en transcription de l'alphabet hébreu à l'alphabet latin (Giv'at Shmuel), le nom hébreu (en alphabet hébreu) et le nom arabe (en alphabet arabe).
Le tableau indique aussi le district dont elles font partie, la superficie de leur territoire et leur population en 1995 et 2013.
Six localités étaient auparavant des conseils locaux, et ont acquis le statut de ville depuis 1996 : Baqa al-Gharbiyye (1996), Tamra (1996), Modiin-Maccabim-Reout (2003), Yoqneam (2006), El'ad (2008) et Kfar Yona (2014).
Les villes sont, d'après le décompte des autorités israéliennes, au nombre de quatre-vingt-six. Toutefois certaines parmi elles sont illégales selon le droit international, étant situées hors des frontières reconnues d'Israël. 
La liste n'inclut pas les colonies israéliennes implantées dans le territoire palestinien occupé de Cisjordanie ; ces colonies constituent des crimes de guerre selon l'ONU.